# Petre Mîndru
Petre Mîndru ou Petre Mandru, mieux connu comme Pierre Mindru, né le 15 septembre 1935 à Bucarest, est un footballeur international roumain, qui évoluait au poste de gardien de but, avant de devenir entraîneur.

## Biographie

### Carrière en club
Formé au Progresul Bucarest, il réalise l'intégralité sa carrière dans ce club, avec lequel il remporte la Coupe de Roumanie en 1960.
Avec cette équipe, il dispute plus de 200 matchs dans les championnats roumains.

### Carrière en sélection
Il compte cinq sélections en équipe de Roumanie entre 1960 et 1964.
Il joue notamment deux matchs comptant pour les éliminatoires du championnat d'Europe 1960 et deux matchs dans le cadre des qualifications pour les Jeux olympiques de 1964.

### Carrière d'entraîneur
Par la suite, il devient entraîneur de plusieurs équipes algériennes et marocaines. Il entraîne également au Canada et aux États-Unis.
Avec les Lions du Djurdjura, il remporte un titre de champion d'Algérie en 1974.

## Sources
- Pierre Mindru prend la relève, La Presse Montréal, Février 1982.
- Sports People; Comings and Goings, Le New York Times, Septembre 1982.